# Patrick Troughton
Patrick George Troughton, född 25 mars 1920 i Mill Hill i Barnet i London, död 28 mars 1987 i Columbus, Georgia, var en brittisk skådespelare. Han var kanske främst känd som den andra inkarnationen av doktorn i BBC-serien Doctor Who.
Patrick Troughton spelade i Doctor Who åren 1966–1969.